# Вишобур
Вишобур (пол. Wyszobór, нім. Wisbu) — село в Польщі, у гміні Плоти Ґрифицького повіту Західнопоморського воєводства.
Населення — 594 особи (2011).
У 1975-1998 роках село належало до Щецинського воєводства.

## Демографія
Демографічна структура станом на 31 березня 2011 року:
|          | Загалом | Допрацездатний вік | Працездатний вік | Постпрацездатний вік |
| -------- | ------- | ------------------ | ---------------- | -------------------- |
| Чоловіки | 289     | 60                 | 209              | 20                   |
| Жінки    | 305     | 63                 | 182              | 60                   |
| Разом    | 594     | 123                | 391              | 80                   |